# اورنیتومیموس
اورنیتومیموس (نام علمی: Ornithomimus) نام یک سرده از کلاد تهی‌دم‌خزندگان است. نامش در یونانی به معنای پرنده+مانند (bird mimic) است.